# Кипрский диалект греческого языка

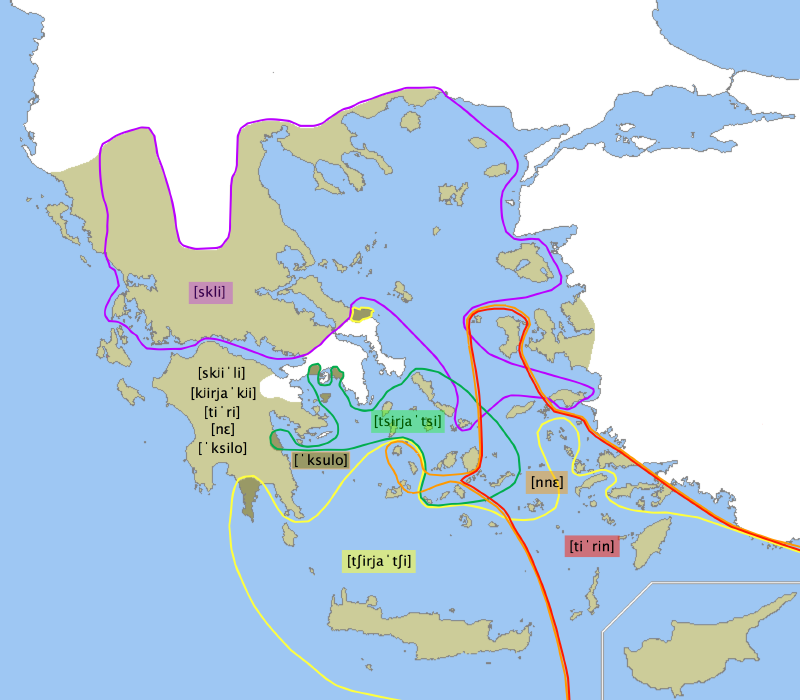
Большинство изоглосс вполне естественно сближают киприотский диалект с Додеканесскими островами: удвоение согласных в начале слова; конечная //n//; палатализация //k// в /[t͡ʃ]/.

Ки́прский диале́кт гре́ческого языка́ (греч. κυπριακή διάλεκτος της ελληνικής γλώσσας), также ки́прский гре́ческий язы́к (κυπριακή ελληνική или κυπριακά [cipɾiaˈka]) — островной диалект греческого языка, которым пользуются порядка 700 тысяч жителей острова Кипр, так называемые греки-киприоты и представители диаспоры за рубежом, в основном в Греции, Великобритании, США, Австралии и России. Кипрский диалект отличается от стандартного новогреческого языка на всех уровнях: в лексике, фонетике, фонологии, морфологии, синтаксисе, фразеологии, а также в прагматике. Причины расхождений — исторические, географические (островная изоляция), а также связь с типологически отличными языками-основами в пределах греческой группы языков.

## История

Произношение слова έχει — имеет — в димотике (синим) и на Кипре (красным)

В ходе древнегреческой колонизации Кипра греками на острове доминировал аркадокиприотский диалект, принесённый выходцами из внутренних регионов Пелопоннесса. Однако его черты были почти полностью нивелированы среднегреческим койне византийского характера. После изоляции в конце XII века киприотский диалект испытал на себе большее влияние иноязычных систем, чем диалекты современной Греции. Наибольшее влияние на него оказали арабский, турецкий, французский, итальянский и английский языки. Киприотский диалект и сам оказал влияние на местные островные разновидности киприотского арабского и турецкого языков.

## Лексика
Лексическое сходство между киприотским диалектом и димотикой (новогреческим языком) находится в пределах 84—93 %, что затрудняет взаимопонимание киприотов неподготовленными греками. Носители самого киприотского диалекта обычно используют его в условиях диглоссии с димотикой, с нормами которой они, как правило, хорошо знакомы. Тем не менее, сам кипрский диалект представляет собой диалектный континуум из нескольких говоров, на основе которых после массовых перемещений населения в 1970-х годах сложилось местное кипрское койне.
Лексика киприотского диалекта отличается значительным разнообразием по сравнению с континентальной Грецией. Наряду с архаизмами здесь выделяется большее число заимствований из других языков.
- К архаизмам относятся: άφτω «ανάβω» (< άπτω), φτείρα «ψείρα» (< αρχ. φθείρ, -ρός), šοίρος (< χοίρος), ποζέγνω (< αρχ. ἀποζεύγνυμι), δρόπης (< ελνστ. ὑδρόφις, -εως), καμμώ «κλείνω τα μάτια» (< αρχ. καμμύω), κίλλης «μικρόσωμος γάιδαρος» (λ. τής αρχ. Κυπριακής), ροθέσιν (< αρχ. ὁροθέσιον), ορτσούμαι «χορεύω» (< αρχ. ὀρχοῦμαι), ξαργκώ «μένω αδρανής» (< αρχ. ἐξαργῶ).
- В эпоху венецианского правления в местный кипрский диалект греческого языка вошли многие итало-венецианские заимствования: βαντζάρω «προχωρώ» (< avanzare), γάρπος «καμάρι» (< garbo), ζόππος «αδέξιος» (< zoppo), κάστϊον «βάσανο» (< castigo), κουρτέλ-λα «μαχαίρι» (< coltella), πιννιάδα «πήλινη χύτρα» (< pignada).